# Дуайер, Дом
До́миник Джеймс «Дом» Дуа́йер (англ. Dominic James "Dom" Dwyer; 30 июля 1990, Кукфилд, Западный Суссекс, Англия) — англо-американский футболист, нападающий клуба «Окленд Рутс». Выступал за сборную США.

## Биография

### Ранние годы
Дуайер родился в Кукфилде, Западный Суссекс. Занимался в академии «Норвич Сити», откуда был отчислен в 2006 году. Некоторое время испытывал проблемы с травмами голеностопа, поставившими под сомнение его дальнейшую карьеру. Позднее пребывал вне Футбольной лиги в клубах «Стейнс Таун» и «Кингс-Линн». В 2006—2008 годах обучался в Колледже Западной Англии.
В 2009 году Дуайер приехал в США учиться в Тайлерский неполный колледж в Техасе, где играя за студенческую футбольную команду выиграл два национальных чемпионата подряд. В 2011 году поступил в Университет Южной Флориды, где проучился всего год и также играл за команду учебного заведения.

### Клубная карьера
12 января 2012 года на Супердрафте MLS Дуайер был выбран под общим 16-м номером клубом «Спортинг Канзас-Сити». Его профессиональный дебют состоялся 29 мая в матче Открытого кубка США против «Орландо Сити», где выйдя в стартовом составе, отыграл тайм. В MLS он дебютировал 2 сентября в матче против ФК «Торонто», в котором вышел на замену на 86-й минуте вместо Си Джея Сапонга.
В декабре 2012 года Дуайер начал проходить просмотр в клубе шотландской Премьер-лиги «Сент-Миррен» для дальнейшей краткосрочной аренды, однако позднее переход был заблокирован со стороны «Спортинга КС».
В марте 2013 года Дуайер отправился в аренду на сезон в клуб лиги USL PRO «Орландо Сити» в рамках программы сотрудничества между клубами. 27 июня он был отозван из аренды, после того как в 13 матчах забил 15 голов. 3 августа он впервые отличился за «Спортинг КС», поразив ворота «Нью-Йорк Ред Буллз». Дуайер помог «Орландо Сити» выиграть титул чемпионов USL PRO, вернувшись в аренду на матч финала против «Шарлотт Иглз» 7 сентября, в котором «львы» одержали победу со счётом 7:4, он сделал «покер».
25 июля 2017 года Дуайер был продан в «Орландо Сити» за рекордные для MLS $1,6 млн в распределительных средствах. За свой новый клуб он дебютировал 29 июля в матче против «Атланты Юнайтед». Дуайер был выбран лично комиссионером лиги Доном Гарбером для участия в Матче всех звёзд MLS 2017. В игре с мадридским «Реалом», прошедшей 2 августа, на 87-й минуте он забил гол, сравнявший счёт — 1:1 — и переведший встречу к послематчевым пенальти, однако свой одиннадцатиметровый удар в послематчевой серии реализовать не сумел, сборная MLS проиграла по пенальти 2:4. 16 сентября в матче против «Атланты Юнайтед» Дуайер забил свои первые мячи за «Орландо Сити», оформив «дубль».
3 января 2018 года Дуайер подписал новый трёхлетний контракт с «Орландо Сити».
31 июля 2020 года Дуайер перенёс артроскопическую операцию на левом колене по поводу частичного разрыва сухожилия надколенника, связанного с тендинозом надколенника, из-за чего выбыл из строя на 4—6 месяцев. 2 декабря «Орландо Сити» объявил об уходе Дуайера в связи с истечением срока контракта по окончании сезона 2020.
11 мая 2021 года Дуайер присоединился к «Торонто», подписав контракт до конца сезона 2022. За канадский клуб он дебютировал 15 мая в матче против «Нью-Йорк Сити».
10 января 2022 года «Даллас» купил у «Торонто» права на Дуайера и третий общий пик в первом раунде Супердрафта MLS 2022 за $50 тыс. в общих распределительных средствах, после чего выкупил его гарантированный контракт и отчислил его.
22 февраля 2022 года Дуайер на правах свободного агента подписал двухлетний контракт с «Атлантой Юнайтед». 27 февраля он дебютировал за «Атланту Юнайтед» в матче стартового тура сезона 2022 против «Спортинга Канзас-Сити», в котором, заменив получившего травму Луиса Араужо на 26-й минуте, в компенсированное время первого тайма забил свой первый гол с сентября 2019 года. 6 января 2023 года «Атланта Юнайтед» отчислила Дуайера.
25 апреля 2024 года Дуайер подписал контракт с клубом Чемпионшипа ЮСЛ «Окленд Рутс» до конца сезона 2024. За «Рутс» он дебютировал 8 июня в матче против «Тампа-Бэй Раудис», выйдя на замену на 79-й минуте вместо Трейвона Рида.

### Международная карьера
Гражданином США Дуайер стал в марте 2017 года. 3 июня Дуайер был включён в предварительную заявку сборной США на Золотой кубок КОНКАКАФ 2017, 25 июня он попал в финальный состав. За американскую сборную он дебютировал в преддверии турнира 1 июля в товарищеской игре со сборной Ганы, где, выйдя в стартовом составе, на 19-й минуте открыл счёт. Он стал автором первого гола американцев на кубке, в матче открытия группы B против Панамы 8 июля Доминик на 50-й минуте замкнул прострел Келина Роу. По завершении матчей на групповой стадии Дуайер стал одним из шести заменённых игроков в составе звёздно-полосатой дружины.

### Личная жизнь
В 2013 году Дуайер начал встречаться с футболисткой сборной США, олимпийской чемпионкой 2012 и чемпионкой мира 2015 Сидни Леру. Пара вступила в брак в начале 2015 года. В сентябре 2016 года у них родился сын — Кассиус Круз Дуайер. В июне 2019 года родилась дочь — Ру Джеймс Дуайер. Коби Брайант являлся их другом семьи.

## Статистика выступлений

### Клубная
| Выступление           | Выступление      | Выступление      | Лига | Лига | Плей-офф | Плей-офф | Кубок | Кубок | ЛЧ КОНКАКАФ | ЛЧ КОНКАКАФ | Итого | Итого |
| Клуб                  | Лига             | Сезон            | Игры | Голы | Игры     | Голы     | Игры  | Голы  | Игры        | Голы        | Игры  | Голы  |
| --------------------- | ---------------- | ---------------- | ---- | ---- | -------- | -------- | ----- | ----- | ----------- | ----------- | ----- | ----- |
| Спортинг Канзас-Сити  | MLS              | 2012             | 1    | 0    | 1        | 0        | 1     | 0     | —           | —           | 3     | 0     |
| Спортинг Канзас-Сити  | MLS              | 2013             | 16   | 2    | 5        | 1        | —     | —     | 4           | 1           | 25    | 4     |
| Спортинг Канзас-Сити  | MLS              | 2014             | 33   | 22   | 1        | 1        | 2     | 0     | 5           | 1           | 41    | 24    |
| Спортинг Канзас-Сити  | MLS              | 2015             | 30   | 12   | 1        | 0        | 5     | 5     | —           | —           | 36    | 17    |
| Спортинг Канзас-Сити  | MLS              | 2016             | 33   | 16   | 1        | 0        | 2     | 0     | 0           | 0           | 36    | 16    |
| Спортинг Канзас-Сити  | MLS              | 2017             | 15   | 5    | —        | —        | 1     | 1     | —           | —           | 16    | 6     |
| Спортинг Канзас-Сити  | Итого            | Итого            | 128  | 57   | 9        | 2        | 11    | 6     | 9           | 2           | 157   | 67    |
| Орландо Сити (аренда) | USL PRO          | 2013             | 13   | 15   | 1        | 4        | 2     | 2     | —           | —           | 16    | 21    |
| Орландо Сити (аренда) | Итого            | Итого            | 13   | 15   | 1        | 4        | 2     | 2     | —           | —           | 16    | 21    |
| Орландо Сити          | MLS              | 2017             | 12   | 4    | —        | —        | —     | —     | —           | —           | 12    | 4     |
| Орландо Сити          | MLS              | 2018             | 26   | 13   | —        | —        | 1     | 0     | —           | —           | 27    | 13    |
| Орландо Сити          | MLS              | 2019             | 27   | 7    | —        | —        | 2     | 0     | —           | —           | 29    | 7     |
| Орландо Сити          | MLS              | 2020             | 2    | 0    | 0        | 0        | —     | —     | —           | —           | 2     | 0     |
| Орландо Сити          | Итого            | Итого            | 67   | 24   | 0        | 0        | 3     | 0     | —           | —           | 70    | 24    |
| Торонто               | MLS              | 2021             | 14   | 0    | —        | —        | 1     | 0     | —           | —           | 15    | 0     |
| Торонто               | Итого            | Итого            | 14   | 0    | —        | —        | 1     | 0     | —           | —           | 15    | 0     |
| Атланта Юнайтед       | MLS              | 2022             | 22   | 4    | —        | —        | 2     | 2     | —           | —           | 24    | 6     |
| Атланта Юнайтед       | Итого            | Итого            | 22   | 4    | —        | —        | 2     | 2     | —           | —           | 24    | 6     |
| Окленд Рутс           | USLC             | 2024             | 7    | 0    | —        | —        | 0     | 0     | —           | —           | 7     | 0     |
| Окленд Рутс           | Итого            | Итого            | 7    | 0    | —        | —        | 0     | 0     | —           | —           | 7     | 0     |
| Всего за карьеру      | Всего за карьеру | Всего за карьеру | 251  | 100  | 10       | 6        | 19    | 10    | 9           | 2           | 289   | 118   |

### Международная
| Команда | Год   | Игры | Голы |
| ------- | ----- | ---- | ---- |
| США     |       |      |      |
| 2017    | 4     | 2    |      |
| Всего   | Всего | 4    | 2    |

#### Голы за сборную
| №  | Дата        | Место                              | Соперник | Голы | Результат | Турнир                      |
| -- | ----------- | ---------------------------------- | -------- | ---- | --------- | --------------------------- |
| 1. | 1 июля 2017 | «Рентшлер Филд», Ист-Хартфорд, США | Гана     | 1:0  | 2:1       | Товарищеский матч           |
| 2. | 8 июля 2017 | «Ниссан Стэдиум», Нашвилл, США     | Панама   | 1:0  | 1:1       | Золотой кубок КОНКАКАФ 2017 |

## Достижения
Командные
 «Орландо Сити»
- Чемпион USL PRO: 2013

 «Спортинг Канзас-Сити»
- Чемпион MLS: 2013
- Обладатель Открытого кубка США: 2012, 2015, 2017

 сборная США
- Обладатель Золотого кубка КОНКАКАФ: 2017

Индивидуальные
- Лучший бомбардир USL PRO: 2013 (15 мячей)
- Член первой символической сборной USL PRO: 2013[62][63]
- Участник Матча всех звёзд MLS: 2017